# Палацо Барберини
Палàцо Барберѝни (на италиански: Palazzo Barberini) е дворец (палацо) на семейство Барберини, намиращ се на едноименния площад в източната част на Рим, Италия. В днешно време там се помещава Национална галерия за старинно изкуство. Дворецът е и дом на Италианския институт на нумизматиката. Намира се на ул. „Куатро фонтане“, в историческия център на града, на около 200 метра от пл. „Барберини“.
През XVIII век е модел за вдъхновение за изграждане на Палат „Барберини“ в Потсдам, Германия.

## История
Дворецът е построен по поръчка на Матео Барберини след като е избран за папа под името Урбан VIII. В създаването му в периода 1625 – 1633 г. участват трима велики архитекти“ Карло Мадерна, неговият племенник Франческо Боромини и накрая Джовани Лоренцо Бернини. Той е построен чрез разширяване (в ранни барокови форми) на предишната сграда на Сфорца, създавайки структура на X, характеризираща се с атриум нимфеум, диафрагма между входната лоджия и градината, развита отзад. По своя вид двореца се доближава по-скоро до Маниеризма, отколкото до Барока. Около него е заградена обширна градина, впоследствие унищожена.
След смъртта на Мадерно, през 1629 г. строителната площадка преминава под ръководството на Бернини, отново със съдействието на Франческо Боромини, който е отговорен за множество строителни и декоративни детайли като елегантното спираловидно стълбище в южното крило на сградата, с което голямото стълбище комуникира с квадратен план в северното крило.
През 1632 г. в двореца е представен „Св. Алексий“ от Стефано Ланди с либрето на Джулио Роспильози. Работата е последвана през 1633 г. от „Ерминий на Йордан“ от Микеланджело Роси, през 1635 г. и през 1636 г. – „Свети Дидим и Теодора“, и през 1637 г. „Кой страда от надежди или Егист“ с музика на Вирджилио Мацоки и Марко Марацоли, всички с либрето на Роспильози.
През 1639 г. „големият театър“ на двореца е открит с разширена версия на операта „Кой страда от надежди или Егист“, с либрето на Роспильози, базирано на новела от „Декамерон“ на Бокачо, със сценография и апарати, проектирани и създадени от Бернини, който създава и сцените за втората интерлюдия „Панаирът на Фарфа“, която той „измисля“. „Големият театър“ се намира в сграда до северната страна на сградата със самостоятелен вход. Вътрешното помещение е с приблизителни размери 17,50 × 30 m. Впоследствие на карнавала през 1642 г., операта „Вълшебният дворец на Атлант“ е представена там с музика на Луиджи Роси, с либрето на Роспильози, взето от епизод от „Бесният Орландо“ на Лудовико Ариосто, в който участва сопраното Маркантонио Паскуалини. След прекъсване от повече от десетилетие други опери с либрето на Роспильози отново са поставени в театъра на двореца, като „От злото доброто“ (1653), „Оръжията и любовта “ (1654-1655) и „Новият живот“ (1656), с музика на Марко Марацоли.
Голямата зала на белетажа е украсена в периода 1632-1639 г. от Пиетро да Кортона с фреска, изобразяваща „Триумфът на Божественото Провидение“: може да се видит мощната перспектива отдолу нагоре. Същият художник и неговите помощници са отговорни и за някои стенописи в параклиса. Други зали са декорирани, между другото, от Андреа Саки („Алегория на Божията мъдрост“) и от Джован Франческо Романели.
След смъртта на папа Урбан VIII дворецът е конфискуван, но се връща на семейство Барберини през 1653 г. Посетителите на двореца се възхищават на прославящата могъществото на Барберини фреска на Пиетро да Кортона, на сложната извита стълба на Боромини, на античните Портландска ваза, на Нилската мозайка от Палестрина и на Статуяат на пиян сатир, а в подземните помещения – на руините на древния храм на Митра.

## От резиденция до музей
Колекциите на двореца Барберини, отличаващи се с богатството, разнообразието и качеството на отделните произведения, са обогатени през XVII век, започвайки от понтификата на Урбан VIII: те са разделени между антиквариума на Вила Барберини в Кастел Гандолфо и „Палат „Барберини“ на ул. „Куатро фонтане“.
Находките от Древен Рим, присъстващи в колекцията „Барберини“, претърпяват различни нещастия и разпръсквания от XVIII век насам. Въпреки лошата репутация на семейството, за което поговорката гласи: „Онова, което не направиха варварите, го направиха Барберини“ (на лат. Quod non fecerunt barbari, fecerunt Barberini), находките все още съществуват и са значими през 1934 г., благодарение на завещанието (т. нар „фидеикомис“), което, потвърдено при преминаването от Папската държава към Кралство Италия, е съхранило и други важни римски княжески колекции, като Дория Памфили, Торлония, Галерия „Боргезе“ и др. На 26 април същата година силно съмнителен кралски указ премахва ограничението в замяна на само 16 картини (от приблизително 640), позволявайки разпръскването на колекциите на Барберини и в чужбина: чрез минимизиране на важността на колекцията, той отговаря на явните частни интереси на собствениците, посредниците и света на купувачите на престижни произведения на изкуството във фаза, в която италианските „кранове“ вече не са отворени, както през предишния век, пред лицето на нарастващото търсене, родено главно от много богатите Съединени щати, които създават свои собствени големи обществени и частни колекции през онези години.
Така произведения на древна статуя напускат Италия – на Дюрер („12-годишният Христос сред лекарите“), Караваджо („Света Екатерина Александрийска“ и „Измамниците“), Гуидо Рени, Гуерчино и Никола Пусен („Смъртта на Германик“, сред шедьоврите на художника ), както и неизброимо количество второстепенни художници, някои от които са с изключителен историко-художествен интерес, като много редките картини на Фра Карневале. Единствената положителна последица от продажбата на колекцията „Барберини“ е вдигането на скандал, който прави неизбежно създаването на нови и спешни правила за защита, които да предотвратят загуба на такива творби в бъдеще. Междувременно дворецът остава в ръцете на наследниците на Барберини, а през 1949 г. е закупен от Италианската държава.
На 11 януари 1947 г., след политическото разделение на реформаторското крило на Италианската социалистическа партия (PSI), в залите на двореца е основана Социалистическата партия на италианските работници (която през 1951 г. по-късно ще бъде наречена Италианска демократична социалистическа партия). Тя е основана от Джузепе Сарагат, по това време време председател на Учредителното събрание. За свидетелство за историческото събитие на главната фасада на сградата е поставена възпоменателна плоча.
От самото начало държавното закупуване на двореца има за цел да създаде музей, който да завърши и разшири помещенията на Палацо „Корсини ала Лунгара“, също след значителното нарастване на колекциите за закупуване на части или цели колекции от Торлония, Киджи, Одескалки, Колона ди Шиара и малкото останали картини от колекцията на Барберини, включително „Форнарина“ на Рафаело. Пречка пред този проект е свързана с факта, че Барберини вече са дали под аренда от 1934 г. голяма част от сградата си на Клуба на офицерите на Въоръжените сили, с договор, изтичащ през 1953 г. Въпреки молбите още през 1952 г. правителството да намери ново място за клуба, договорът за наем е подновен до 1965 г., така че офицерите имат време да потърсят друго място. Въпреки това след този срок клубът не се мести, а напротив – без дори да плаща наем често започва да отдава под наем престижното място за частни събития, чиито приходи са в полза само на самия клуб. Така през 1974 г. се стига до обтягане на отношенията между Министерството на народното образование (по-късно включено в Министерството на културното наследство) и Министерството на отбраната, и напредък няма до 1997 г. През тази година е подписан меморандум за разбирателство за освобождаването на помещенията с оглед на Юбилейната 2000 г. Това става след идентифицирането на друго подходящо място за длъжностните лица (в допълнение към концесията на приемните на двореца за 50 дена в годината), което е посочено в Палацина „Саворнян ди Браца“ и в други принадлежащи на самия дворец „Барберини“ сгради, за чиято реставрация и адаптация държавата трябва да премести вече създадените офиси на Главното управление и реставрационни ателиета и да похарчи някои десетки милиони евро.
През 2006 г. сградата е изцяло предоставена на Галерията за антично изкуство (която дотогава излага едва 20% от колекциите си поради липса на пространство).
В ход е внимателна реставрационна кампания, включваща сградата и градината, която ще направи сградата достъпна за обществеността в нейната цялост. Намерението е тук да се създаде истинска национална галерия с произведения, изложени в хронологичен ред, но с възможност за включване на покупки и допълнения по пътя. Следователно, след като работите и реставрациите приключат, организацията на колекцията ще бъде различна по концепция от структурата, дефинирана от историческите колекции, които в момента се намират в Рим, и ще се радва на оформление, много по-близко до големите чуждестранни музеи и ще бъде оборудвана, като тези, с всички по-модерни услуги. Някои от тези интервенции за реставрация и пренареждане също са извършени благодарение на средства от тотото, в съответствие с разпоредбите на Закон 662/96.

## Описание
Проектът на Карло Мадерно първоначално предвижда включването на съществуващия преди това Палацо Сфорца според класическата ренесансова дворцова схема, четириъгълен блок с централно пространство, заобиколено от арки. Вместо това последващ проект на архитекта предлага да се преодолее тази концепция, като двете функции на двореца и вилата съжителстват чрез правилна и строга фасада с изглед към пл. „Барберини“, за да изпълни функцията на управление и типична част от крайградската вила, оборудвана с обширни градини и отворени перспективи.
Примерът е Вила Фарнезина, построена от Балдасар Перуци между 1509 и 1510 г., преди всичко поради подковообразното оформление на плана.
Входът се отваря към ул. „Куатро фонтане“ през портата, проектирана от арх. Адзури през 1848 г. и построена през 1865 г., с големите Атланти, дело на Адамо Тадолини.
Фасадата се състои от седем campate, които се повтарят на три етажа от арки, поддържани от колони, представляващи трите класически стила (дорийски, йонийски и коринтски). Долните арки водят до приземния етаж, влизайки в голям елипсовиден атриум, ограден от две стълбища отстрани и в който централно има стълбище, водещо към градините, разположени на по-високо ниво от приземния етаж.

### Парк
В съответствие със смесения характер на комплекса – между градски дворец и вила, градината първоначално е истински парк, включващ земята покрай Strada Pia (днес ул. „XX септември“, на която виждаме големи убертинови подредени сгради) до днешния склон на „Свети Никола от Толентино“. Пространството е организирано като италианска градина, пълна с тайна градина и населена с екзотични животни като щрауси и камили.
В края на XVIII век са въведени промени в съответствие с вкуса на времето: площ от високи дървета за романтична градина, така наречената коркова къща пред кордона, свързващ градината с двореца. През 1814 г. в горния ъгъл между ул „Куатри фонтане“ и Strada Pia е построен sferisterio, отворен за обществеността, който просъществува до 1881 г., когато градината започва да бъде изгризвана по краищата от градоустройственото планиране на първата умбертинова столица на Кралство Италия и после фашистка.
С обединението на Италия паркът на двореца – голямо свободно пространство, разположено в историческия център, е незабавно засмукано от градското развитие на новата столица, която подрежда своите министерства по ул. „XX септември“. Градината е пощадена от пълното подразделение, което унищожава Вила Лудовизи, пожертвайки маргиналните ивици към Strada Pia - Палацо Бурбон Артом, Палацо Калабрези, Палацо Баракини, сградата на Генералния щаб на отбраната и голямата оранжерия е построена по протежение на рампата за карети (1875 г. ).
В годините на фашизма (1938 г.) сградите „за семейството“ по ул. „Куатро фонтане“ са заменени от Палацо дей Бени Стабили, а сградата Саворнян ди Брацà е построена зад корковата къща ( 1936 г., Джовани и Пиачентини), при чиито фундаментни разкопки е открит Храм на Митра от II век.

## Колекция
Галерията е основана през 1895 г., за да събира произведения от различни частни колекции и от Монте ди Пиетà. Музеят съхранява, наред с други, произведения на Филипо Липи, Рафаело, Тициан, Тинторето, Ел Греко, Холбайн, Караваджо, Гуидо Рени и Гуерчино.